# Nevado Tres Cruces Central
El nevado Tres Cruces Central es un macizo de origen volcánico que se encuentra apagado, ubicado en la cordillera de los Andes en la  Región de Atacama (Chile). 
Esta cumbre, la segunda en importancia del macizo del Tres Cruces, tiene una altura de 6749m, y una prominencia de aproximadamente 610 metros respecto de la cumbre principal o sur. Es la cumbre más alta ubicada íntegramente en Chile. Junto con la sur, es una de las dos cumbres más visitadas del macizo, puesto que el collado que conecta a ambas permite el intento de ambas cimas durante la misma excursión. Eso fue lo que realizaron sus primeros ascensionistas, los polacos Stefan Osiecki y Witold Paryski el 26 de febrero de 1937.
Presenta un cráter de aproximadamente un kilómetro de diámetro.